# 红十月农村居民点 (别尔哥罗德州)
红十月农村居民点（俄语：Краснооктябрьское сельское поселение）是俄罗斯联邦别尔哥罗德州别尔哥罗德区所属的一个农村居民点。其下辖有7个居民点，行政中心为红十月村。据2016年统计，该农村居民点的人口为3365人。